# Lista dos sítios romanos da Suíça
Localização dos sítios romanos na Suíça

## A
- Agauno - em Saint-Maurice, Valais
- Augusta Ráurica - em Augst,  Basileia-Campo
- Avêntico - em  Avenches - Vaud

## C
- Colônia Júlia Equestre - em Nyon,  Vaud

## F
- Fórum Cláudio Valêncio -  em Martigny, Valais

## L
- Lousonna - em Lausana, Vaud

## M
- Martigny Romana, o nome de "Fórum Cláudio Valêncio"

## N
- Novioduno - o nome gaulês de Colônia Júlia Equestre

## P
- Petinesca -  em Studen,  Berna

## V
- Vindonissa - em  Windisch, Argóvia
- Vituduro - em Winterthur, Zurique

## Imagens
As imagens mostram os locais e designação respectivas  

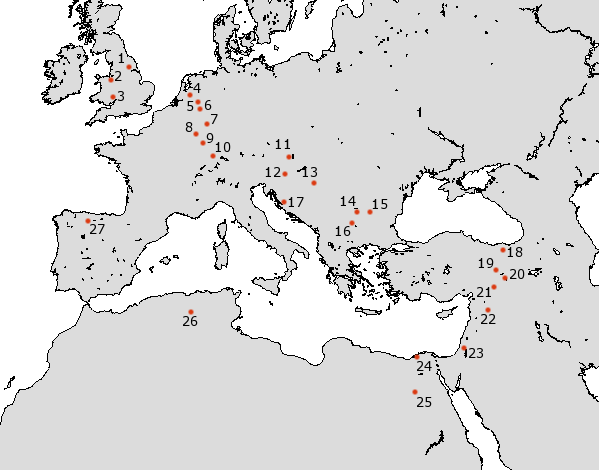
Legiões romanas
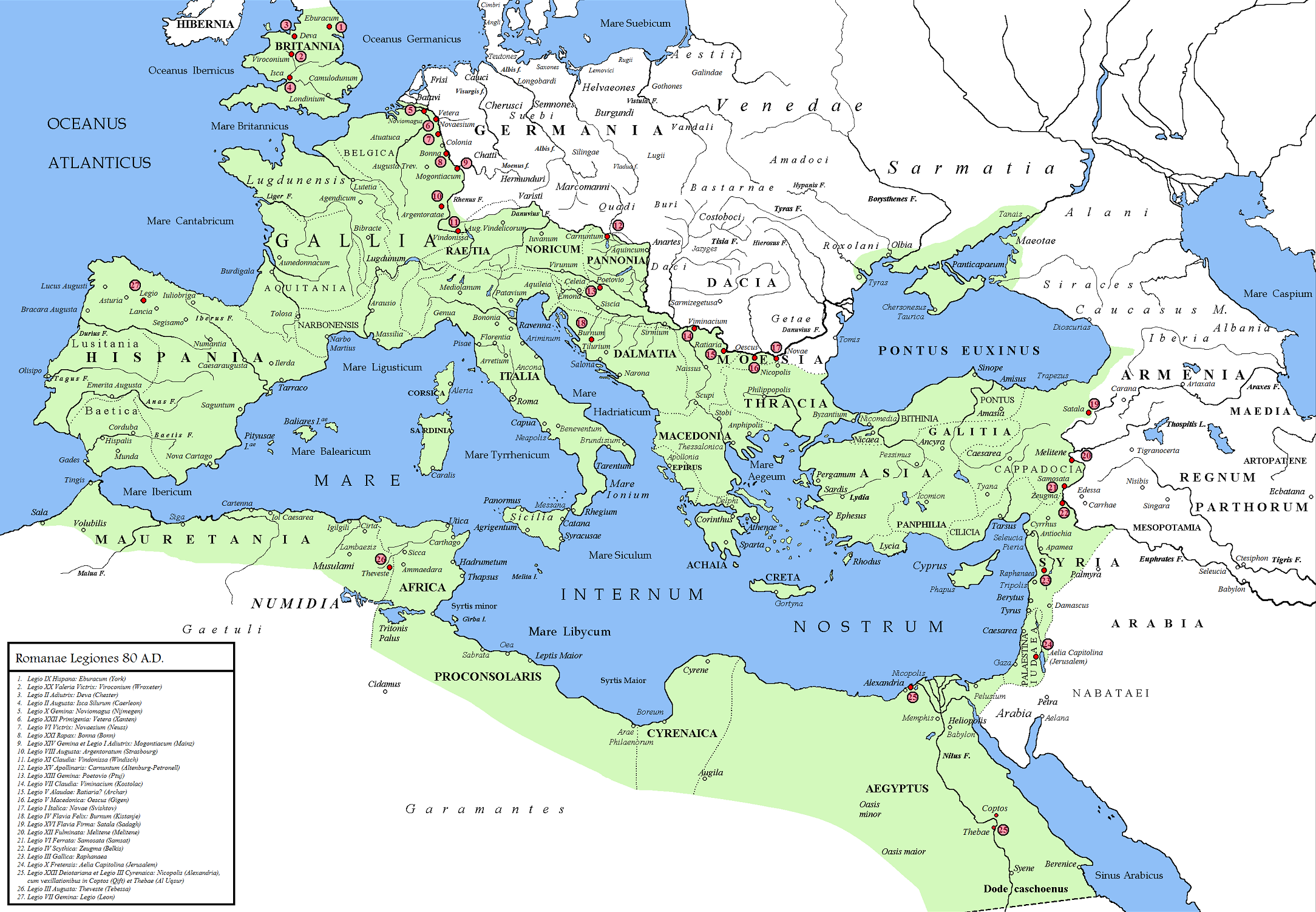
Exércitos romanos
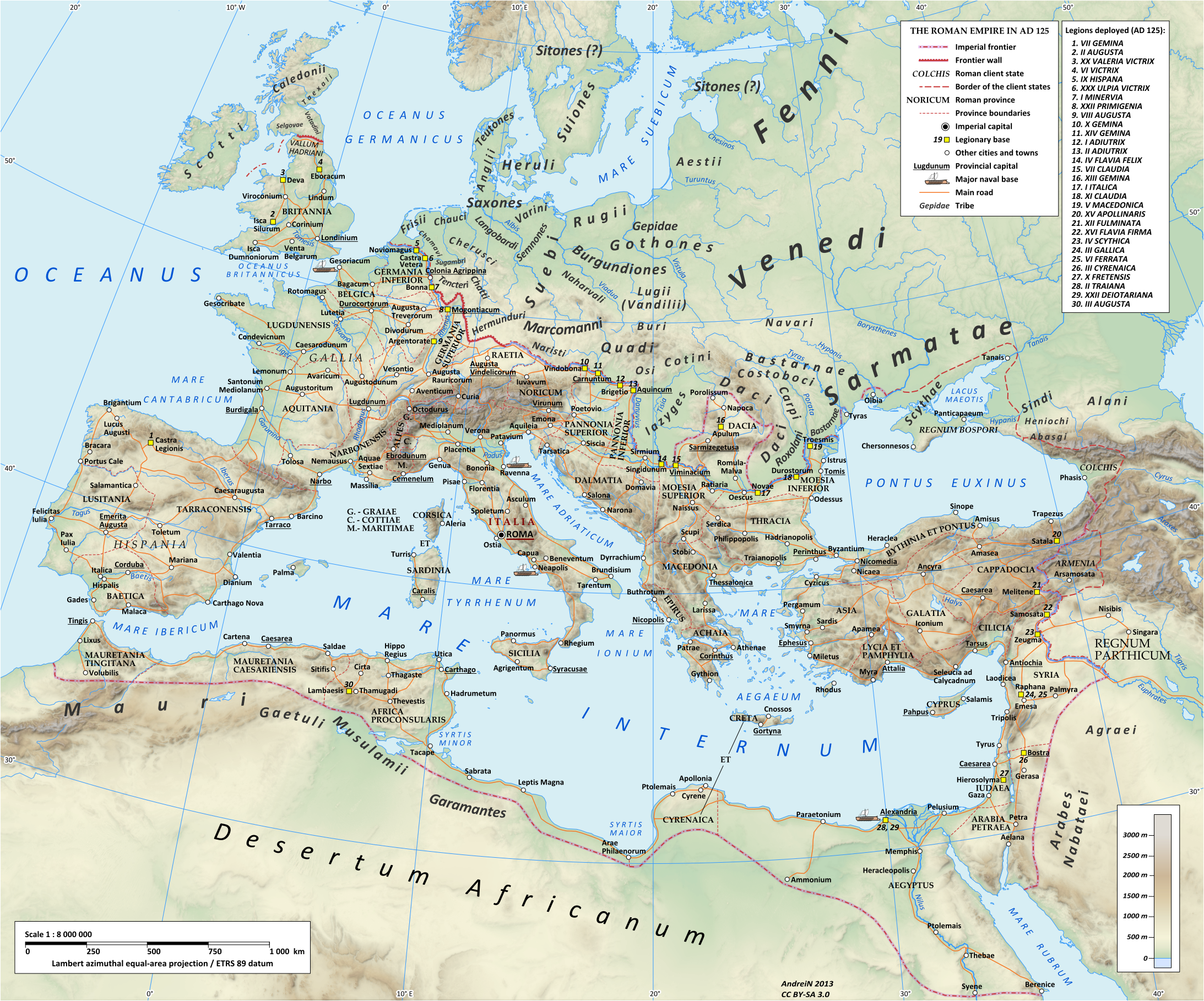
Império romano, ano 125
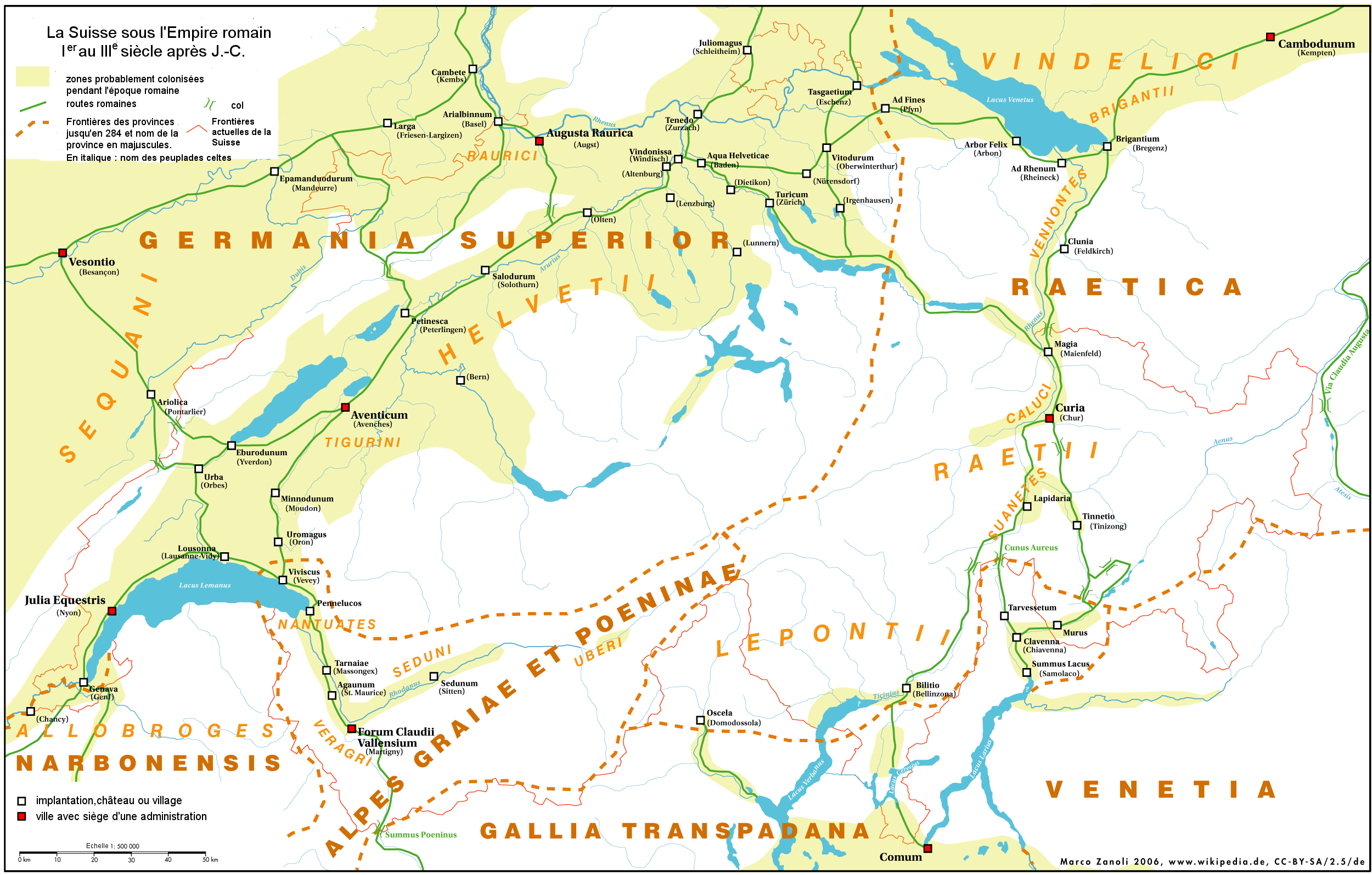
Suíça romana do I ao III século